# Abraham Mendelssohn-Bartholdy
Abraham Mendelssohn-Bartholdy, pierw. Abraham Mendelssohn (ur. 10 grudnia 1776 w Berlinie, zm. 19 listopada 1835 tamże) – niemiecki Żyd, bankier i filantrop.

## Życiorys
Syn znanego filozofa Mojżesza Mendelssohna i ojciec kompozytora Feliksa. Był zwolennikiem i głosicielem idei włączenia się Żydów w życie społeczności niemieckiej i zakończenia ich izolacji. W 1822 roku wraz z żoną przyjął chrześcijaństwo, w którym już wcześniej wychowywały się jego dzieci, i dodał do nazwiska człon Bartholdy. Był jednym z założycieli banku Mendelssohn & Co, który działał do likwidacji przez nazistów w 1938 roku.
Określał się jako „niegdyś syn sławnego ojca, a teraz ojciec sławnego syna”.